# Elżbieta Kuncewicz
Elżbieta Skorupska (rodowe Kuncewicz) (ur. 14 marca 1973 w Łomży) – polska wioślarka, olimpijka z Sydney 2000.
W trakcie kariery sportowej reprezentowała kluby: Łomżyńskie Towarzystwo Wioślarskie (w latach 1986–1992) i Posnania Poznań.
Uczestniczka mistrzostw świata w:
- Aiguebelette (1997), gdzie wystartowała w dwójce podwójnej (partnerką była Gabriela Kociołek). Polska osada zajęła 13. miejsce[1];
- Kolonii (1998), gdzie wystartowała w dwójce podwójnej wagi lekkiej (partnerką była Ilona Mokronowska). Polska osada zajęła 4. miejsce[1];
- St. Catharines (1999), gdzie wystartowała w dwójce podwójnej wagi lekkiej (partnerką była Ilona Mokronowska). Polska osada zajęła 9. miejsce[1];
- Lucernie (2001), gdzie wystartowała w czwórce podwójnej (partnerkami były: Honorata Motylewska, Monika Grabowska, Iwona Tybinkowska). Polska osada zajęła 8. miejsce[1].

Na igrzyskach w Sydney wystartowała w dwójkach podwójnych wagi lekkiej (partnerką była Ilona Mokronowska). Polska osada zajęła 8. miejsce.